# José Gutiérrez-Ravé
José Gutiérrez-Ravé Montero (1897-1992) fue un periodista y escritor español.

## Biografía
Nacido el 21 de septiembre de 1897 en Segovia, fue redactor en La Acción, ABC y Diario de Barcelona. Fue jefe del gabinete de prensa de Renovación Española. En cuanto a su tratamiento historiográfico de la figura de José María Gil Robles se adscribe, como Julián Cortés Cavanillas, a una corriente monárquica-tradicional, crítica con el accidentalismo de la CEDA. Decano de la Asociación de Escritores y Artistas Españoles, fue miembro del consejo político fundador del partido Renovación Española, presentado al público en enero de 1978, durante la Transición Española. Falleció en Madrid en 1992.

## Obras
- — (s. a.). Yo fui un joven maurista. Madrid: Ed. Prudencio Rovira.[6]
- — (1927). Ramón Franco. Figuras de la Raza 14.[7]
- — (1932). España en 1931. Anuario.[8][9]
- — (1941). Diccionario histórico de la guerra de liberación de España, 1936-1939. Madrid: Aspas.[2]
- — (1942). ¿Cómo se liberó usted?.[10]
- — (1951). El Vuelo del Plus Ultra. Madrid: Prensa Española.[11]
- — (1953). Las cortes errantes del Frente Popular. Madrid: Editorial Nacional.[12][3]
- — (1962). El conde de Barcelona. (prólogo de José María Pemán). Madrid: Distribuidora Luyve.[13]
- — (1967). Julián Besteiro. Celebridades. Madrid.[14]
- — (1967). Gil-Robles, caudillo frustrado. Madrid: Distribuidor Luyve. (1967)[4][15]